# Bad Soden
Bad Soden (pronunciación en alemán: /baːt ˈzoːdn̩/ⓘ) es un municipio situado en el distrito de Main-Taunus, en el estado federado de Hesse (Alemania). Su población estimada es de 23 036 habitantes.
Se encuentra ubicado al suroeste del estado, en la región Rin-Meno.